# Медвежий коготь
Медвежий коготь (англ. Bear claw) — сладкая выпечка из дрожжевого теста датского типа, возникшая в Соединённых Штатах в середине 1920-х годов. В Дании медвежий коготь называют kamme. Название «медвежий коготь», используемое для кондитерских изделий, впервые засвидетельствовано в 1915 году. Фраза более распространена в западноамериканском английском, и включена в результаты регионального исследования диалектов в США, вопрос № 87: «Вы используете термин „медвежий коготь“ для обозначения кондитерских изделий?».

## Ингредиенты / Форма
Большинство датской выпечки содержит одни и те же основные ингредиенты, такие как яйца, дрожжи, мука, молоко, сахар и сливочное масло. Медвежий коготь также готовится из «сладкого теста», которое представляет собой «тесто для хлеба с большим количеством жира, чем обычно». Одно из различий между большинством датской выпечки, помимо вкуса, заключается в их форме. Медвежья лапа обычно заполнена миндальной пастой , а иногда и изюмом, обычно в форме полукруга с разрезами с одной стороны. По мере того, как в духовке тесто поднимается, части отделяются друг от друга, образуя форму медвежьих пальцев, отсюда и название. Коготь медведя также может быть пончиком из дрожжевого теста по форме, аналогичной оригинальной форме. Такие пончики могут иметь начинку в стиле яблочного пирога или другие начинки, такие как пекановое масло, финики, сливочный сыр, виноград или вишня. Имитация медвежьих когтей делается из миндальных орехов или изюма.

## Приготовление
Коготь медведя можно сделать ручным или машинным способом. Медвежий коготь можно сделать вручную с помощью ножа для медвежьего когтя, изобретённого в 1950 году Джеймсом Феннеллом. В патенте 1948 года описан процесс сборки когтя медведя, как раскатывание теста, наложение на него начинки, скатывание теста в рулон, вырезание небольших надрезов, чтобы придать им вид когтей, и, наконец, разрезание теста на отдельные пирожные. В этом месте тесто можно изогнуть в виде полукруга, в результате чего «пальцы лапы» разделятся.